# Sziget Festival
Il Sziget Festival (in ungherese Sziget Fesztivál, AFI: [ˈsiɡɛt ˈfɛstivaːl]) è un festival musicale che si tiene a Budapest sulla Óbudai-sziget ("isola di Óbuda"), un'isola che si trova in mezzo al Danubio. 
Prende nome dalla parola ungherese sziget che per l'appunto significa isola e inizialmente nasce nel 1993 come rassegna per gruppi locali per poi aumentare e migliorare anno dopo anno il cast artistico. Ad oggi, è uno dei festival che contano più presenze in assoluto al mondo, grazie anche alla sua durata che a differenza di un normale festival è di una settimana, la seconda di agosto.
Sziget Festival conta più di 60 palchi e ospita non solo musica dal vivo ma anche DJ set, spettacoli teatrali, proiezioni videocinematografiche, danza, esibizioni circensi, artisti di strada e manifestazioni sportive.
È un evento unico nel suo genere, multimediale, aperto ad ogni espressione artistica e musicale, punto d'incontro di culture e tendenze disparate come pop, rock, metal, hip hop, blues, reggae, afro, world music, folk, elettronica, jazz, classica ed ogni altra sperimentazione sonora.

## Storia
Il festival è nato nel 1993 da un'idea dell'artista ungherese Péter Sziámi Müller, organizzato da Károly Gerendai. La prima edizione – chiamata Student Island - Diák Sziget – fu una modesta rassegna di artisti emergenti ungheresi. Dal 1994, invece, si esibirono sull'isola di Óbuda anche grandi nomi della musica internazionale. Dal 1996 al 2001 il festival prese il nome di Pepsi Sziget Festival, dal principale sponsor. Dal 2002 la Pepsi non fu più tra gli sponsor della manifestazione, che da allora si chiama Sziget Festival. Dal 2003, il festival ha anche un "fratello" in Transilvania, il Peninsula / Félsziget. Nei pressi del Lago Balaton, a Zamárdi, ha luogo dal 2007 il Balaton Sound: evento di musica elettronica co-creato dagli stessi organizzatori dello Sziget Festival.

## Principali artisti che si sono esibiti allo Sziget Festival
| Anno | Nome                           | Numero visitatori                                   | Artisti principali |
| ---- | ------------------------------ | --------------------------------------------------- | --- |
| 1993 | Diáksziget '93                 | 43.000                                              | Esclusivamente artisti ungheresi: *Sziámi * Kispál és a Borz * Üllői Úti Fuck * Quimby * Nyers * Másfél * Republic * Bródy János * Prognózis * Lord, Junkies * Prosectura * The Perfect Name * Sing Sing * Vàgtàzò Halottkèmek * After Criying * Kampec Dolores * Trottel |
| 1994 | Diáksziget '94 - Eurowoodstock | 143.000                                             | - The Birds - Blood, Sweat & Tears - Eric Burdon - The Grandmothers (Frank Zappa's band) - Jefferson Starship - Jethro Tull - Ten Years After |
| 1995 | Diáksziget '95                 | 173.000                                             | - Clawfinger - Jeff Healey - John Cale - Kava Kava - Stranglers |
| 1996 | Pepsi Sziget 1996              | 206.000                                             | - Iggy Pop - Slash - Sonic Youth - The Bates - The Levellers - The Prodigy - The Stone Roses - Therapy? |
| 1997 | Pepsi Sziget 1997              | 260.000                                             | - Chumbawamba - David Bowie - dEUS - Faith No More - Foo Fighters - Motörhead - New Model Army - Rollins Band - Tankcsapda - The Cardigans - Toy Dolls |
| 1998 | Pepsi Sziget 1998              | 268.000                                             | - Boney M. - Chumbawamba - Coolio - Goldie - Green Day - Mory Kanté - Paradise Lost - Patti Smith - Rammstein - Shane MacGowan and the Popes - Tankcsapda - Therapy? |
| 1999 | Pepsi Sziget 1999              | 297.000                                             | - Apocalyptica - Asian Dub Foundation - Baaba Maal - Boney M. - Brand New Heavies - Faithless - Guano Apes - Kool and the Gang - Liquido - Paradise Lost - Rachid Taha - Suede - Tankcsapda |
| 2000 | Pepsi Sziget 2000              | 324.000                                             | - Apollo 440 - Baaba Maal - Chumbawamba - Bad Religion - Bloodhound Gang - Clawfinger - Die Ärzte - Guano Apes - HIM - K2R Riddim - Lou Reed - Oasis - Suzanne Vega - Tankcsapda - Therapy? |
| 2001 | Pepsi Sziget 2001              | 365.000                                             | - Ash - Anathema - Bomfunk MC's - Jimmy Bosch - Eagle Eye Cherry - Faithless - Freestylers - FreshFabrik - Guano Apes - HIM - HammerFall - Ignite - Khaled - Moonspell - Morcheeba - Nightwish - Noir Désir - Omara Portuondo - Overkill - Placebo - Rage - Run DMC - Tankcsapda - Värttinä |
| 2002 | Sziget 2002                    | 355.000                                             | - Amorphis - Baaba Maal - Destruction - Die Toten Hosen - Edguy - FreshFabrik - Gamma Ray - HIM - Iggy Pop - Jovanotti - Kosheen - Kreator - Mory Kanté - Muse - Natacha Atlas - Nightwish - Pulp - Savatage - Sergent Garcia - Ska-P - Stereo MCs - Tankcsapda - The 69 Eyes - The Cure - The Gathering - The Klezmatics - The Mission - Tito and Tarantula - Transglobal Underground - U.K. Subs |
| 2003 | Sziget 2003                    | 361.000                                             | - Annihilator - Apocalyptica - Asian Dub Foundation - Circle II Circle - DJ Rush - Earth, Wind & Fire - Fun Lovin' Criminals - Goran Bregović - H-Blockx - Ibrahim Ferrer - Lamb - Madredeus - Massive Attack - Moloko - Morcheeba - My Dying Bride - Napalm Death - Ojos de Brujo - Seeed - Shaggy - Slayer - Sonata Arctica - Tankcsapda - Testament - The 69 Eyes - Zion Train |
| 2004 | Sziget 2004                    | 369.000                                             | - Addictive TV - Anthrax - Amorphis - Ash - Basement Jaxx - Bloodhound Gang - Busta Rhymes - Cannibal Corpse - Children of Bodom - Chumbawamba - Die Ärzte - Faithless - Fishbone - Freestylers - Fun Lovin' Criminals - Grave Digger - In Flames - Junkie XL - Linea 77 - My Dying Bride - Oi Va Voi - Omara Portuondo - Orchestra Baobab - Paul Oakenfold - Roni Size - Saxon - Scissor Sisters - Sugababes - The Gathering - Pet Shop Boys - The Rasmus - Tito and Tarantula |
| 2005 | Sziget 2005                    | 385.000                                             | - Accept - Basement Jaxx - Brand New Heavies - Buena Vista Social Club - C.F.F. e il Nomade Venerabile - Enzo Avitabile - Franz Ferdinand - Good Charlotte - Ignite - Juliette and the Licks - Korn - Manuel Mirabal - Natalie Imbruglia - Nick Cave - Obituary - Opeth - Paul van Dyk - Prozac+ - Roots Manuva - Saxon - Sean Paul - Sentenced - Ska-P - Skinny Puppy - The 69 Eyes - The Hellacopters - The (International) Noise Conspiracy - Tinariwen - Underworld - Wickeda - Yann Tiersen - Youssou N'Dour |
| 2006 | Sziget 2006                    | 385.000                                             | - 17 Hippies - Addictive TV - Cathedral - Cradle of Filth - Craig - Enzo Avitabile - Evergrey - Fear Factory - Femi Kuti - Franz Ferdinand - Gogol Bordello - Goran Bregović - Hadag Nahash - Iggy and the Stooges - Jovanotti - Kispál és a Borz - Leningrad - Les Doigts de l'Homme - Living Colour - maNga - Ministry - Morbid Angel - Natacha Atlas - Placebo - Radiohead - Robert Plant - Roy Paci & Aretuska - Scissor Sisters - Sick of It All - Sons and Daughters - Sunrise Avenue - The Gathering - The Prodigy - The Rasmus - The Skinny Bohemians - Therapy? - Tryo - Wir sind Helden |
| 2007 | Sziget Festival 2007           | 371.000                                             | - Alpha Blondy - Cassius - Cesária Évora - Eagles of Death Metal - Ennio Marchetto - Faithless - Fusedmarc - Gogol Bordello - GusGus - Hanoi Rocks - Hooverphonic - Kaizers Orchestra - Kispál és a Borz - Juliette and the Licks - Laurent Garnier - Madness - Manu Chao - Manu Dibango - Mau Mau - Nine Inch Nails - Pink (cantante) - Quimby - Razorlight - Sinéad O'Connor - Sud Sound System - Tankcsapda - The Chemical Brothers - The Good, the Bad & the Queen - The Hives - The Killers - The Rakes - The Skatalites - TNMK - Tool - Värttinä - What Cheer? Brigade |
| 2008 | Sziget Festival 2008           | 385.000                                             | - Alanis Morissette - Anti-Flag - Apocalyptica - Avantasia - Babyshambles - Carcass - Die Ärzte - Enzo Avitabile - Exodus - Ferry Corsten - Flogging Molly - Iced Earth - Iron Maiden - Jamiroquai - Justice - Kaiser Chiefs - Kispál és a Borz - Ky-Mani Marley - Lacrimas Profundere - Lauren Harris - Mademoiselle K - Meshuggah - MGMT - Millencolin - Mory Kanté - New York Ska Jazz Ensemble - Pannonia Allstars Ska Orchestra - R.E.M. - Róisín Murphy - Sabaton - Serj Tankian - Sex Pistols - Tankcsapda - The Cribs - The Killers - The Kooks - The Presidents of the United States of America - The Wombats - URH - Volbeat - Ziggi & The Renaissance Band |
| 2009 | Sziget Festival 2009           | 390.000                                             | - Al Di Meola - Armin van Buuren - Birdy Nam Nam - Bloc Party - Buena Vista Social Club - Coldcut - Faith No More - Fatboy Slim - Haydamaky - IAMX - José Padilla - Klaxons - La Fura dels Baus - Lily Allen - Manic Street Preachers - Nouvelle Vague - Oi Va Voi - Paul Oakenfold - Pendulum - Placebo - Primal Scream - Ska-P - The Crystal Method - The Offspring - The Prodigy - The Subways - The Ting Tings - Tiken Jah Fakoly - Tricky - Turbonegro - White Lies - Žagar |
| 2010 | Sziget Festival 2010           | 382.000                                             | - 08001 - Amparo Sánchez - Bad Religion - Billy Talent - Čankišou - Children of Bodom - Csík Zenekar - Danko Jones - Deadmau5 - Death Valley Screamers - Deluded by Lesbians - Enter Shikari - Ez3kiel - Faithless - Fear Factory - Gentleman - Gorillaz Sound System - Gwar - Ill Niño - Infected Mushroom - Iron Maiden - Jaune Toujours - Kamelot - K.I.Z. - Kasabian - Kati Kovács & The Qualitons - Kistehén - Kries - Ljapis Trubjacki - Madness - Major Lazer - Mika - Miz - Monster Magnet - Muse - Nina Hagen - Oi Va Voi - Papa Roach - Paradise Lost - Ska-P - Skindred - Subsonica - The 69 Eyes - The Freelancers - The Hives - Thirty Seconds to Mars - Tony Allen - Toots & the Maytals - UB40 |
| 2011 | Sziget Festival 2011           | 385.000                                             | - 2 Many DJs - Above & Beyond - Bomb the Bass - British Sea Power - Cheikh Lô - Crystal Castles - Deftones - Dizzee Rascal - Empire of the Sun - Flogging Molly - Gogol Bordello - Good Charlotte - Goran Bregović - Gotan Project - Interpol - Hadouken! - Hurts - Helloween - Judas Priest - Kaiser Chiefs - Kasabian - Kate Nash - Kid Kudi - La Roux - Lostprophets - Manic Street Preachers - Marina and the Diamonds - Motörhead - Ojos de Brujo - Oi Va Voi - Peter Bjorn and John - Prince - Pulp - Richie Hawtin - Rise Against - Skunk Anansie - Socalled - Sonata Arctica - Suicidal Tendencies - The Bloody Beetroots - The Chemical Brothers - The Maccabees - The National - The Prodigy - Thirty Seconds to Mars - Verdena - Within Temptation - White Lies - Xiu Xiu |
| 2012 | Sziget 2012                    | 379.000                                             | - Agnes Obel - Anna Calvi - Anti-Flag - Axwell - Beatsteaks - Bebel Gilberto - Bud Spencer Blues Explosion - Caro Emerald - Crookers - Crystal Fighters - Deluded by Lesbians - dEUS - Dimmu Borgir - DJ Fresh - Emir Kusturica i No Smoking Orchestra - Erica Mou - Figli di Madre Ignota - Fink - Friendly Fires - Glasvegas - Goran Bregović - HammerFall - Hurts - I Cani - Il Teatro degli Orrori - Korn - Lamb - LMFAO - Magnetic Man - Management del Dolore Post-Operatorio - Mando Diao - Maxïmo Park - Ministri - Ministry - Molotov - Noah and the Whale - Paolo Nutini - Placebo - Roy Paci & Aretuska - Snoop Dogg - Steve Aoki - Sum 41 - The Horrors - The Pogues - The Stone Roses - The Subways - The Vaccines - The xx - Two Door Cinema Club - The Ting Tings - The Killers |
| 2013 | Sziget 2013                    | 362.000                                             | - Afterhours - Bad Religion - Bat for Lashes - Biffy Clyro - Blur - Boys Noize - Calexico - David Guetta - Deichkind - Die Ärzte - Dizzee Rascal - Editors - Emir Kusturica i No Smoking Orchestra - Empire of the Sun - Enter Shikari - Everything Everything - Flogging Molly - Franz Ferdinand - Hadouken! - Katy B - Leningrad - Little Boots - Mellow Mood - Mika - Nick Cave and the Bad Seeds - Nicky Romero - Nina Kraviz - Oscar Mulero - Parov Stelar - Punkreas - Rachid Taha - Regina Spektor - Sebastian Ingrosso - Ska-P - Seeed - Skunk Anansie - Tame Impala - The Cribs - The Joy Formidable - Triggerfinger - Woodkid - ZAZ |
| 2014 | Sziget 2014                    | 450.000                                             | - A Day to Remember - Anti-Flag - Axwell - Bastille - Blink-182 - Bombay Bicycle Club - Brody Dalle - Calvin Harris - Caparezza - Cee Lo Green - Clean Bandit - Darkside - Deadmau5 - Die Fantastischen Vier - Fedde Le Grand - Fink - Imagine Dragons - Kavinsky - Klaxons - Korn - Jake Bugg - Jimmy Eat World - La Roux - Leningrad - Lily Allen - Macklemore & Ryan Lewis - Madness - Manic Street Preachers - Miles Kane - NOFX - OutKast - Palma Violets - Placebo - Queens of the Stone Age - R3hab - Rumatera - Salmo - Ska-P - Skrillex - Stromae - The 1975 - The Big Pink - The Bloody Beetroots - The Kooks - The Prodigy - Tom Odell - Triggerfinger |
| 2015 | Sziget 2015                    | 441.000                                             | - Alesso - Alt-J - Asaf Avidan - Avicii - Awolnation - Beatsteaks - Blasterjaxx - C2C - Canzoniere Grecanico Salentino - Dropkick Murphys - Ella Eyre - Ellen Allien - Ellie Goulding - Enter Shikari - Florence and the Machine - Foals - Foxes - Future Islands - Gentleman & the Evolution - Gogol Bordello - Goran Bregović - Gui Boratto - Halestorm - Hollywood Undead - Infected Mushroom - Interpol - Jamie Woon - José González - Kasabian - Kensington - Kings of Leon - Knife Party - Limp Bizkit - Lo Stato Sociale - Major Lazer - Marina and the Diamonds - Mariza - Martin Garrix - MØ - Milky Chance - Nero - Nervo - Paloma Faith - Passenger - Pussy Riot - Robbie Williams - Roy Paci & Aretuska - Rudimental - Sander van Doorn - SBTRKT - Selah Sue - Sidney Samson - SOJA - The Horrors - The Maccabees - The Script - The Subways - The Ting Tings - Tyler, the Creator - William Fitzsimmons - W&W |

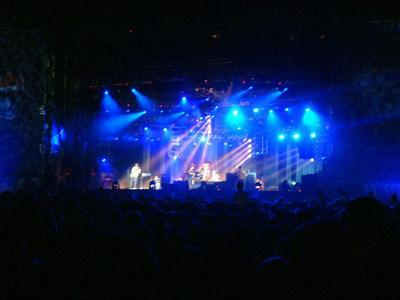
Un'esibizione al Main Stage nel 2004

| 2016 | Sziget 2016                    | 496.000                                             | - Afrojack - Aurora - Bastille - Bloc Party - Brains - Bring Me The Horizon - Brunettes Shoot Blondes - Bugo - Bullet For My Valentine - Carnage - Chvrches - Crystal Castles - Datsik - David Guetta - Die Antwoord - Dillon Francis - DVBBS - Dyro - Excision - Fidlar - Folkabbestia - Giò Sada & Barismoothsquad - Goran Bregović - Hardwell - Jain - Jake Bugg - Jess Glynne - John Newman - K.I.Z. - Kaiser Chiefs - Kodaline - Kovacs - Leningrad - L'orso - M83 - Manu Chao La Ventura - Marky Ramone's Blitzkrieg - Ministri - MØ - Molotov - Movits! - Muse - Naughty Boy - Nicky Romero - Noel Gallagher's High Flying Birds - Oscar and the Wolf - Parkway Drive - Parov Stelar - Quimby - Róisín Murphy - Rico & Sticks - Rihanna - Salmo - Sia - Sigur Rós - Skunk Anansie - Sum 41 - The Last Shadow Puppets - The Lumineers - The Neighbourhood - Tourist - Travis Scott - Unkle - Vinai - Wilkinson - Years & Years - Zen Circus - Zedd |
| 2017 | Sziget 2017                    | 452.000                                             | - Alex Clare - Alex Vargas - Allah-Las - Alt-J - Andy C - Bad Religion - Bear's Den - Besh O Drom - Biffy Clyro - Billy Talent - Birdy - Bixiga 70 - Bohemian Betyars - Breaking Benjamin - La Caravane Passe - Cashmere Cat - Chef'Special - Chico Trujillo - Courteeners - Crystal Fighters - Dakhabrakha - Danny Brown - Dimension - Dimitri Vegas & Like Mike - DJ Bobalicious - DJ Kosta Kostov - DJ Panko - DJ Shadow - DJ Vino Dilo - DJ Wonderbraz - The Chainsmokers - Dubioza Kolwktiv - Electro Rumbaiao - Félix Lajkó feat. Óperentzia - Firkin - Flume - Fritz Kalkbrenner - Galantis - La Gapette - Gaye Su Akyol - George Ezra - Glass Animals - Goran Bregović Wedding & Funeral Band - GTA - GusGus - Halott Pénz - Hanggai - Her - Hurts - HVOB - Iggy Azalea - Interpol - Jagwar Ma - Jamie Cullum - Jewish Monkeys - John Langan Band - Kasabian - Kensington - Kerekes Band - The Kills - The Klezmatics - Leningrad - Léon - Lion Babe - Lóci Játszik - Mac DeMarco - Macklemore e Ryan Lewis - Magnifico - Major Lazer - Mando Diao - Marteria - Metronomy - Mokoomba - The Naked and Famous - Nothing but Thieves - Oh Wonder - Orchestre National de Barbès - Orkesta Mendoza - Pannonia Allstars Ska Orchestra - Parno Graszt - Pink - Pinguini Tattici Nucleari - PJ Harvey - The Pretty Reckless - Punnany Massif - Quimby - Romengo - Rone - Roy Paci & Aretuska - Rudimental - Söndörgö - De Staat - The Strypes - Tamikrest - Tom Odell - Two Door Cinema Club - The Vaccines - Tycho - Valentino Khan - Vince Staples - Watsky - Weval - White Lies - Wiz Khalifa - Zoord - Zoufris Maracas |
| 2018 | Sziget 2018                    | 565.000                                             | - Alle Farben - Arctic Monkeys - Asaf Avidan - Astronautalis - AURORA - Bastille - Bilderbuch - Blossoms - Borgore - Børns - Cigarettes After Sex - Clean Bandit - Damian Lazarus & the Ancient Moons - Delta Heavy - Desiigner - Don Diablo - Dua Lipa - Everything Everything - Fever Ray - Fink - Gogol Bordello - Gomma - Goo Goo Dolls - Gorgon City - Gorillaz - Jan Blomqvist - Jay Hardway - Joan Thiele - Joe Goddard - JP Cooper - Kaleo - Kendrick Lamar - King Gizzard & the Lizard Wizard - KSHMR - Kygo - La Femme - Lana Del Rey - Lemaître - Lewis Capaldi - Liam Gallagher - Lianne La Havas - Little Big - Little Dragon - Lykke Li - Milky Chance - Motta - MØ - Mumford & Sons - My Baby - Nick Murphy aka Chet Faker - Nothing but Thieves - Parov Stelar - Perturbator - Petit Biscuit - Sam Feldt - Scarlxrd - Seasick Steve - Seven Lions - SG Lewis - Shame - Shawn Mendes - Slaves - Sofi Tukker - Stormzy - The Him - The Kooks - The Living End - The War on Drugs - Tujamo - Ummet Ozcan - Unknown Mortal Orchestra - Willie Peyote - WhoMadeWho - Wolf Alice - Yellow Days - Zara Larsson - Two Door Cinema Club - ZHU |
| 2019 | Sziget 2019                    | 530.000                                             | - Ed Sheeran - Foo Fighters - Post Malone - Florence and the Machine - Martin Garrix - The 1975 - Twenty One Pilots - James Blake - Macklemore - Michael Kiwanuka - 6lack - The National - Tove Lo - Jain - Franz Ferdinand - Mura Masa - Tom Odell - Years & Years - Catfish and the Bottlemen - Honne |
| 2020 | Sziget 2020                    | Evento annullato a causa della pandemia di COVID-19 | Evento annullato a causa della pandemia di COVID-19 |
| 2021 | Sziget 2021                    | Evento annullato a causa della pandemia di COVID-19 | Evento annullato a causa della pandemia di COVID-19 |
| 2022 | Sziget 2022                    | 450.000                                             | - Arctic Monkeys - Calvin Harris - Dua Lipa - Justin Bieber - Kings of Leon - Tame Impala - Lewis Capaldi - Stromae - Bastille - Anne-Marie - Rüfüs Du Sol - Steve Aoki - Alan Walker - Caribou - Jungle - Woodkid - FKJ - Nina Kraviz - John Hopkins - Sigrid - Slowthai - Rilès - Alison Wonderland - Princess Nokia - Yung Lean - Milky Chance - Beabadoobee - Bad Gyal - Clutch - Fontaines D.C. - Palaye Royale - Holly Humberstone - Floating Points - BadBadNotGood - Inhaler - Channel Tres - Ben Klock - Solardo - Claptone - Honey Dijon - Sevdaliza - Alice Merton - Erica Mou - Margherita Vicario - Modena City Ramblers - Eefje de Visser - Psicologi - Ofenbach - Froukje |
| 2023 | Sziget 2023                    | 420.000                                             | - Billie Eilish - David Guetta - Florence and the Machine - Imagine Dragons - Lorde - Macklemore - Sam Fender - Niall Horan - Yungblud - Foals - Bonobo - Diplo - Jamie xx - Tale of Us - Girl in Red - Caroline Polachek - Loyle Carner - Arlo Parks - M83 - Moderat - Sven Väth - Jeff Mills - Mimi Webb - Nothing but Thieves - AJR - Two Feet - Viagra Boys - Amyl and the Sniffers - Sleaford Mods - Frank Carter & The Rattlesnakes - SG Lewis - Mochakk - Lazza - Partiboy69 - Vinicio Capossela - Parra For Cuva - Mezzosangue - The comet is coming - Lucie Antunes - Los bitchos - 999999999 - Troyboi - I hate models |